# Aleatorik
Unter Aleatorik (von lateinisch aleatorius „zum Spieler gehörig“, alea „Würfel, Risiko, Zufall“) wird in Musik, Kunst und Literatur im weitesten Sinne die Verwendung von nicht-systematischen Operationen verstanden, die zu einem unvorhersehbaren, weitgehend zufälligen Ergebnis führen. Aleatorisch steht für „würflerisch“, vom Zufall abhängig. In der Musik, wo die Aleatorik als weitgehend auf Zufälligkeit beruhende Kompositionstechnik nach 1950 entstand, können diese Zufallsoperationen sowohl auf der Ebene der Komposition als auch auf der als deren Fortsetzung aufgefassten Ebene der Interpretation angewendet werden und zum Beispiel die Art und Anzahl der Instrumente, die Dauer des Stückes, die Reihenfolge einzelner Abschnitte oder das Tempo betreffen.

## Begriffsgeschichte
Das Adjektiv aleatorisch wurde in musikalischem Zusammenhang erstmals 1954 von Werner Meyer-Eppler gebraucht, der den Ausdruck als statistischen Terminus verwendete: „Ein Signal heiße aleatorisch, wenn sein Verlauf im groben festliegt und durch mittelwertbeschreibende statistische Parameter bestimmt ist, im einzelnen aber vom Zufall abhängt.“ Meyer-Eppler gebraucht den Begriff „aleatorisch“ vor allem im Zusammenhang mit schwingungstechnischen Vorgängen, deren (elektroakustisch-)kompositionstechnische Verwendung er beschreibt; so spricht er zum Beispiel von der „aleatorischen Modulation“.
Pierre Boulez und Karlheinz Stockhausen griffen den Terminus aleatorisch auf und verwendeten ihn bei den Darmstädter Ferienkursen 1957.
Boulez übertrug den Begriff auf den Bereich der musikalischen Form und erläuterte in seinem Darmstädter Vortrag Alea (1957) die Möglichkeiten, den Zufall als kompositorisches Mittel in Komposition und Interpretation mitwirken zu lassen. Boulez strebte eine musikalische Entwicklung an, die „in verschiedenen Stadien, auf unterschiedlichen Ebenen der Komposition ‚Chancen‘ eintreten“ lässt. Das Ergebnis sei dann eine „Aneinanderreihung von aleatorischen Ereignissen innerhalb einer gewissen Dauer, welche selbst unbestimmt bliebe“. Zwar wird dem Zufall oder dem Interpreten somit ein gewisser Spielraum gelassen, die Autorschaft des Komponisten steht jedoch außer Frage, da alle zugelassenen Möglichkeiten kompositorisch kontrolliert sind und somit der Zufall „absorbiert“ wird: „Das Werk [muss] eine gewisse Anzahl möglicher Fahrbahnen bieten, und zwar vermittels sehr präziser Vorkehrungen, wobei der Zufall die Rolle einer Weichenstellung spielt, die im letzten Augenblick eintritt.“
Das Substantiv Aleatorik fiel erstmals im Zusammenhang mit Stockhausens Klavierstück XI (1956), dessen Teile in zufälliger Reihenfolge erklingen sollen, wobei Tempo, Lautstärke und Anschlagsform jeweils am Ende des vorangegangenen Teiles vorgeschrieben sind. Hilmar Schatz schrieb 1957 über das Klavierstück XI: „Dieses improvisiert wirkende, sich scheinbar zufällig ergebende Interpretationsmoment ist in Wirklichkeit gesteuerter, kontrollierter Zufall, in der Fachsprache ‚Aleatorik‘ genannt.“ Diese spezielle Art der Formgebung wird auch als „Offene Form“ bezeichnet.
Stockhausen verstand die Aleatorik nicht als einen auf das Musikalische begrenzten Begriff, sondern vielmehr als ein allgemeines Prinzip, das in verschiedenen Bereichen eine Rolle spielen kann.

## Musik

### John Cage
Ein Beispiel für einen Experten aleatorischer Werke war John Cage, der seit den 1950er Jahren Zufallsoperationen in seinen Kompositionen einsetzte. Ein frühes Beispiel ist das Concerto for Prepared Piano and Chamber Orchestra (1951), dessen Orchesterstimmen unter anderem auf Losentscheidungen durch das chinesische Orakelbuch I Ching und auf Münzwürfen beruhen. Weitere Zufallsmethoden, die Cage in anderen Kompositionen verwendete, richten sich zum Beispiel auf die Beschaffenheit des gerade verwendeten Papiers, astronomische Atlanten, mathematische Verfahren und die Arbeit mit dem Computer.
Ausgangspunkt für diese Zufallsoperationen ist Cages Vorstellung von Musik, die er – beeinflusst durch den Zen-Buddhismus – in den späten 1930er und den frühen 1940er Jahren entwickelte. Demnach sollte ein Komponist „die Töne zu sich selbst kommen lassen, anstatt sie für den Ausdruck von Gefühlen, Ideen oder Ordnungsvorstellungen auszubeuten“. Das musikalische Material sollte völlig objektiv und durch den Komponisten nicht mit einem ästhetischen Sinn versehen sein: „Die grundlegende Idee ist die, daß jedes Ding es selber ist, daß sich seine Beziehungen zu anderen Dingen sich ganz natürlich ergeben, ohne aufgezwungene Abstraktion von Seiten eines ‚Künstlers‘.“
Cage sah Zufallsoperationen als ein universelles Verfahren an, das auf alle Bereiche einer Komposition und auf jede Art musikalischen Materials angewendet werden könne, und durch das ein Komponist seinem eigenen Werk, dessen Verlauf er nicht kenne, als Rezipient gegenübertrete. Cages durch Zufallsoperationen bestimmte „experimentelle Musik“ wird daher von einigen Autoren aus dem Aleatorikbegriff ausgeschlossen. Franco Evangelisti (1926–1980) beispielsweise vertritt die Ansicht, dass zwischen dem Zufall als etwas Unvorhersehbarem und dem Aleatorischen als einem „bewussten Vorgang“ mit überschaubaren Möglichkeiten zu trennen sei.
Cage selbst unterschied zwischen Chance (Zufall) und Indeterminacy (Unbestimmtheit). Diese Unterscheidung wird in der Komposition 4'33" (1952) offenkundig: Die einzige Spielanweisung für die drei Sätze lautet „Tacet“; Anzahl der Ausführenden und Instrumentierung sind demnach frei wählbar und ergeben sich „zufällig“, zum Beispiel wie bei der Uraufführung durch Würfeln. Die nicht-intentionalen akustischen Ereignisse, die während der durch Zufall bestimmten Zeitstrecken stattfinden, sind hingegen unbestimmt, denn sie sind im Gegensatz zu den zufälligen Parametern keine Auswahl aus einer Gruppe mit bekannten Elementen.

### Notation
Insgesamt gelten die Formen der aleatorischen Komposition als sehr unterschiedlich. Es gibt verschiedene Abstufungen, von einer leichten Form der Unbestimmtheit und/oder des Zufalls bis hin zu einer fast vollkommen freien Interpretation, in der die meisten oder gar alle musikalischen Merkmale nicht durch den Komponisten festgelegt sind. Um der variablen musikalischen Gestalt einer aleatorischen Komposition gerecht zu werden, erfolgt die Notation oftmals als eine mehrdeutige graphische Darstellung, die zum Beispiel den (groben) Ablauf der Musik festlegt oder den Interpreten zu einer freien Improvisation anregt. Weitere Möglichkeiten der Notation sind die rein verbale Beschreibung, wie beispielsweise in Stockhausens Aus den sieben Tagen oder eine um Sonderzeichen erweiterte Notenschrift. Auch Kombinationen der verschiedenen Methoden sind möglich.

## Kunst

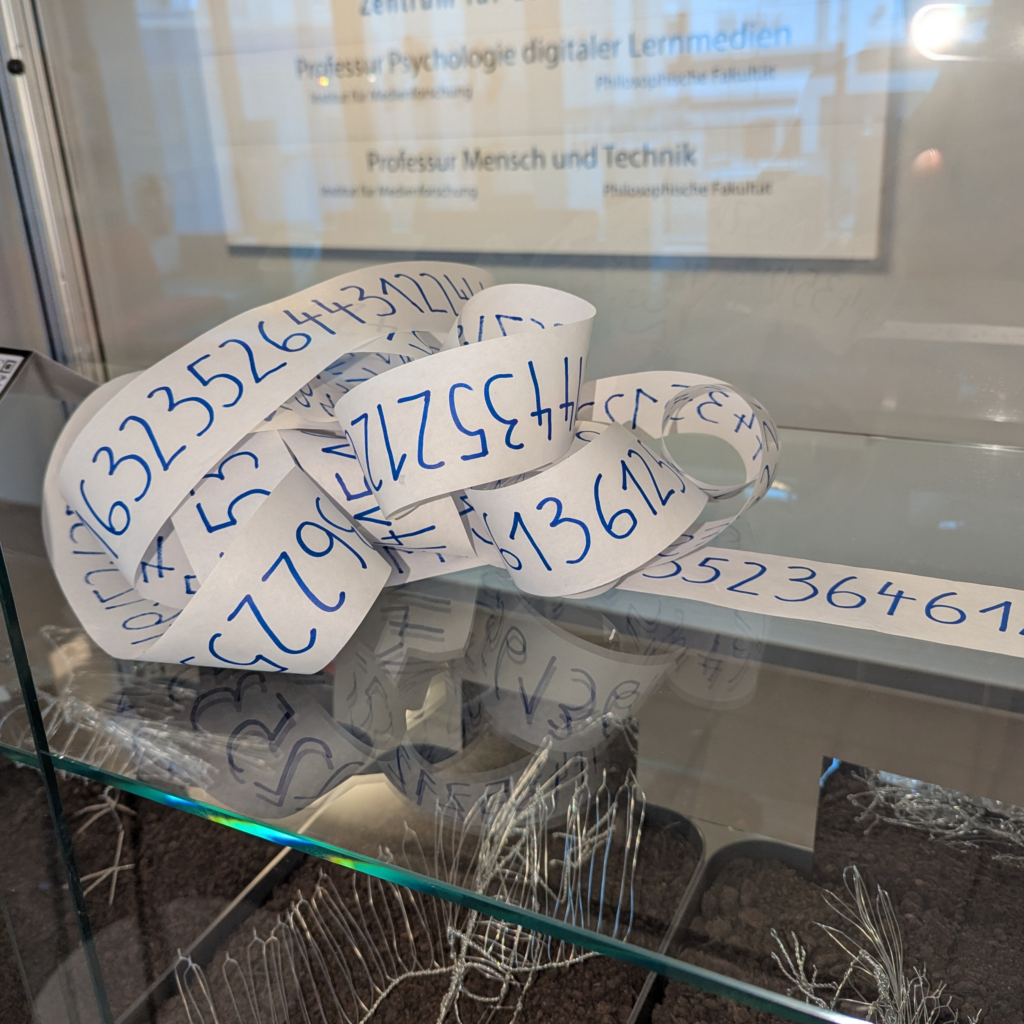
Manoah Metzler: W411-5 (2025). Dieses Objekt ist durch aleatorischen Verfahren entstanden

Ein Beispiel für aleatorisches Vorgehen in der bildenden Kunst bietet Manoah Metzler mit seinem Werk W411‑5 (2025). In einer Performance würfelte er mit einem standardisierten sechsseitigen Würfel insgesamt 411 Mal, bis erstmals fünfmal hintereinander die Zahl 3 erschien. Jeder Wurf wurde mit Edding auf einem fortlaufenden Papierstreifen protokolliert; dieser Streifen wurde anschließend geknäuelt, sodass nur das Ende mit der entscheidenden Zahlenfolge sichtbar blieb. Mit dieser Materialisierung reiner Zufallsentscheidungen thematisiert W411‑5 die Unvorhersagbarkeit des Zufalls und veranschaulicht das Prinzip der Aleatorik, in der Zufallsmethode, Sujet und Form untrennbar miteinander verbunden sind.

## Sonstiges
Zwar wurden die Termini aleatorisch bzw. Aleatorik erst ab den 1950er Jahren geprägt, doch musikgeschichtlich ist der Einsatz von Zufallsoperationen in der Komposition nicht erst seit der Neuen Musik bekannt. Bereits im Mittelalter warfen christliche Mönche vier unterschiedlich gebogene Eisenstäbe nach dem Zufallsprinzip, um eine schöne Melodie zu erhalten. Auch ein Mozart zugeschriebenes Musikalisches Würfelspiel bediente sich des Zufalls und ließ den Zuhörer Walzertakte mit zwei Würfeln beliebig zusammenwürfeln. Seit 2020 wird das Werk von Ennio Morricone unter Aspekten der Aleatorik betrachtet.
Aleatorische Studien gibt es auch in den Wirtschaftswissenschaften.